# Cliffhanger (film)
Cliffhanger er en amerikansk actionfilm fra 1993 instrueret af Renny Harlin.
Hovedrollerne spilles af Sylvester Stallone, John Lithgow, Michael Rooker og Janine Turner.
Cliffhanger blev meget populær og blandt de 10 mest indbringende film i USA i 1993. Den fik en forholdsvis god modtagelse af filmkritikerne og blev nomineret til en Oscar i tre kategorier.

## Handling
Gabe Walker (Sylvester Stallone) og Hal Tucker (Michael Rooker) er to erfarne bjergbestigere, som ser Hals ven styrte i døden fra en klippe. Hal giver Gabe skylden for ulykken og lægger ham for had.
Først et år senere kan Gabe udholde tanken om at klatre igen, da den nydelige kollega Jessie Deighan overtaler ham til at redde passagererne på et fly, der er styrtet ned i de snedækkede Rocky Mountains. Oppe i bjergene møder han Hal igen, og det kommer til konfrontation mellem de to tidligere venner.
De får dog langt alvorligere ting at beskæftige sig med, da det viser sig, at passagererne er svært bevæbnede kriminelle, der tager Gabe som gidsel i håb om, at han kan skaffe tre kufferter med 100 millioner dollars.